# Акиньшино (Калужская область)
Аки́ньшино — деревня в Перемышльском районе Калужской области России. Входит в сельское поселение «Деревня Григоровское».

## География
Расположена на обеих берегах реки Свободи в 20 километрах на юго-восток от районного центра — села Перемышль. Рядом деревня Василенки.

## Население
| 2002 | 2010 |
| ---- | ---- |
| 20   | ↘13  |

## История
В атласе Калужского наместничества, изданного в 1782 году, — Акиншина, обозначена на карте и упоминается как деревня Лихвинского уезда

Деревня Акиньшина Александра Ивановича Глебова по обе стороны речки Язвы.— Описания и алфавиты к Калужскому атласу Ч.2.
В 1858 году деревня (вл.) Акиньшина 2-го стана Лихвинского уезда, при речке Вяземе, 29 дворах и 242 жителях, по левую сторону транспортного тракта из Калуги в Одоев.
К 1914 году Акиньшино — деревня Нелюбовской волости Лихвинского уезда Калужской губернии. В 1913 году население — 315 человек.
В годы Великой Отечественной войны деревня была оккупирована войсками Нацистской Германии с начала октября по 24 декабря 1941 года. Освобождена в ходе Калужской наступательной операции частями 50-й армии генерал-лейтенанта И. В. Болдина.